# Дженніфер Джонс (керлінгістка)
Дженніфер Джонс' (англ. Jennifer Jones; нар. 7 липня 1974, Вінніпег, Канада) — канадська керлінгістка. Чемпіонка зимових Олімпійських ігор 2014 року у команді з Кейтлін Лоз, Джилл Оффісер, Дон Мак-Юен, Кірстен Волл, де грала скіпом.